# Club van Rome

De Club van Rome is een particuliere stichting die in april 1968 werd opgericht door Europese wetenschappers en ondernemers, om hun bezorgdheid over de toekomst van de wereld voor het voetlicht te brengen.
Doelstellingen van de Club van Rome zijn:
- het onderzoeken van de kwantitatieve en kwalitatieve samenhang van de wereldproblemen (bevolkingsgroei, voedselproductie, industrialisatie, uitputting natuurlijke hulpbronnen, vervuiling), uitgewerkt in een zogenaamd wereldmodel;
- de wereld wijzen op de ernst van de problemen; en
- regeringen en politici stimuleren tot gecoördineerde maatregelen ter verbetering van de situatie.

De Club van Rome heeft geen politieke of economische macht. Daardoor verliep de beïnvloeding moeizaam.
De Club bestond oorspronkelijk uit 36 leden, die in april 1968 voor het eerst bij elkaar kwamen in Rome - vandaar de naam. De oprichting van de Club van Rome werd geïnitieerd door de Italiaanse industrieel Aurelio Peccei en de Schotse wetenschapper Alexander King. Vanaf 1968 kwam het gezelschap elk jaar in een ander land bijeen om over het milieu te praten.
De Club van Rome heeft diverse rapporten uitgebracht over het milieu, waarvan De grenzen aan de groei het bekendste is.

## De grenzen aan de groei
De Club van Rome kreeg in één klap wereldwijd bekendheid met het rapport De grenzen aan de groei dat in 1972 werd uitgebracht. Hierin werd, in navolging van het boek The Population Bomb van Paul R. Ehrlich en Anne Howland Ehrlich, een verband gelegd tussen economische groei en de gevolgen hiervan voor het milieu. Het rapport gaf een prognose van het grondstof- en voedselverbruik in de wereld voor de komende jaren. Daarin werd een beeld geschilderd van in een aantal decennia oprakende grondstofvoorraden. De impact van het rapport werd versterkt door de oliecrisis die in 1973 door de olieproducerende landen in Arabië werd veroorzaakt. Dit was, na de overwinning van Israël in de Jom Kipoeroorlog, een vergeldingsmaatregel tegen de overwegend pro-Israëlische Westerse wereld. Velen zagen – hoewel het rapport niet over zo'n korte termijn gerept had – het doemscenario al in vervulling gaan, vooral in Nederland, dat te maken kreeg met een olieboycot. Toenmalig premier Den Uyl deed er nog een schepje bovenop, door op de televisie te verklaren dat de wereld nooit meer hetzelfde zou worden. Na afloop van de oliecrisis volgde een ontnuchtering, waarin de Club van Rome steeds meer mikpunt van kritiek werd.
Critici van het rapport wezen erop dat het rapport onvoldoende aandacht gaf aan de mogelijkheid om met behulp van nieuwe technologieën het doemscenario af te wenden. Ook meenden critici dat onvoldoende rekening werd gehouden met lokale verschillen. Het rapport was een vroeg voorbeeld van het gebruik van computermodellen om prognoses te maken. Computers waren in die tijd geen algemeen goed. Het ontzag dat voor deze apparaten bestond, vestigde bij het grote publiek de indruk dat het geschetste toekomstbeeld wel waar moest zijn. Later, toen bleek dat dit geen houdbare redenering was, barstte de kritiek los en werd door velen het rapport als ongefundeerd doemscenario weggezet. Latere verbeteringen in de methodiek hebben nooit meer de bittere smaak weggenomen.
30 jaar later is het rapport in 37 talen vertaald en zijn er 12 miljoen exemplaren van verkocht over de gehele wereld. Hoewel de prognoses op vrijwel geen enkel punt zijn uitgekomen, heeft het rapport ervoor gezorgd dat het milieu wereldwijd op de politieke agenda kwam te staan. Het heeft er mede voor gezorgd dat het gebruik van computermodellen een alledaagsheid is geworden.

## Opvolging

### Vervolgstudies
In 2004 werd een geactualiseerde versie van het rapport De grenzen aan de groei gepubliceerd. Op 7 mei 2012, in het kader van een achttien maanden durende campagne, stelde de Club, in Rotterdam, een nieuw werk voor: A Global Forecast for the Next Forty Years (Globale prognose voor de komende veertig jaar). Het is geschreven door Jørgen Randers (1945), een Noorse wetenschapper die medeauteur was van De grenzen aan de groei.
Vervolgstudies uit 2014 en 2020 ondersteunden de prognoses uit 1972.

### Klimaatnoodplan
Eind 2018 bood de Club aan het Europees Parlement haar klimaatnoodplan aan, met tien dringende actiepunten.

### Vijftig jaar na dato
Het Financieele Dagblad kwam met een artikelenreeks waarin wordt teruggekeken op de voorspellingen Het eerste artikel van 5 februari 2022 werpt licht op de foute voorspellingen inzake grondstof- en voedseltekorten.
In 2020 werd een analyse van Gaya Herrington, toenmalig directeur van Sustainability Services van KPMG US, gepubliceerd in het Journal of Industrial Ecology van Yale University. De studie beoordeelde of, gezien de in 2020 bekende kerngegevens over factoren die belangrijk zijn voor het rapport "Grenzen aan de groei", de conclusies van het oorspronkelijke rapport worden ondersteund en concludeerde dat de voorspelling "Grenzen aan de groei" in wezen correct is omdat aanhoudende economische groei onhoudbaar is onder een "business as usual"-model.

### Earth4all
Op een UNFCC-conferentie in november 2020 lanceerde de Club, in samenwerking met het Potsdam-Institut für Klimafolgenforschung, het Stockholm Resilience Centre en de BI Norwegian Business School het Earth4all initiatief, een samenwerking van economen en wetenschappers, met de bedoeling “het economisch denken te herevalueren, voorbij het bruto binnenlands product (BBP), voor een veilige, zekere en welvarende toekomst in het antropoceen.”

## Nationale organisaties
Begin 2007 zijn 28 nationale organisaties verbonden met de Club van Rome.